# Elith Reumert

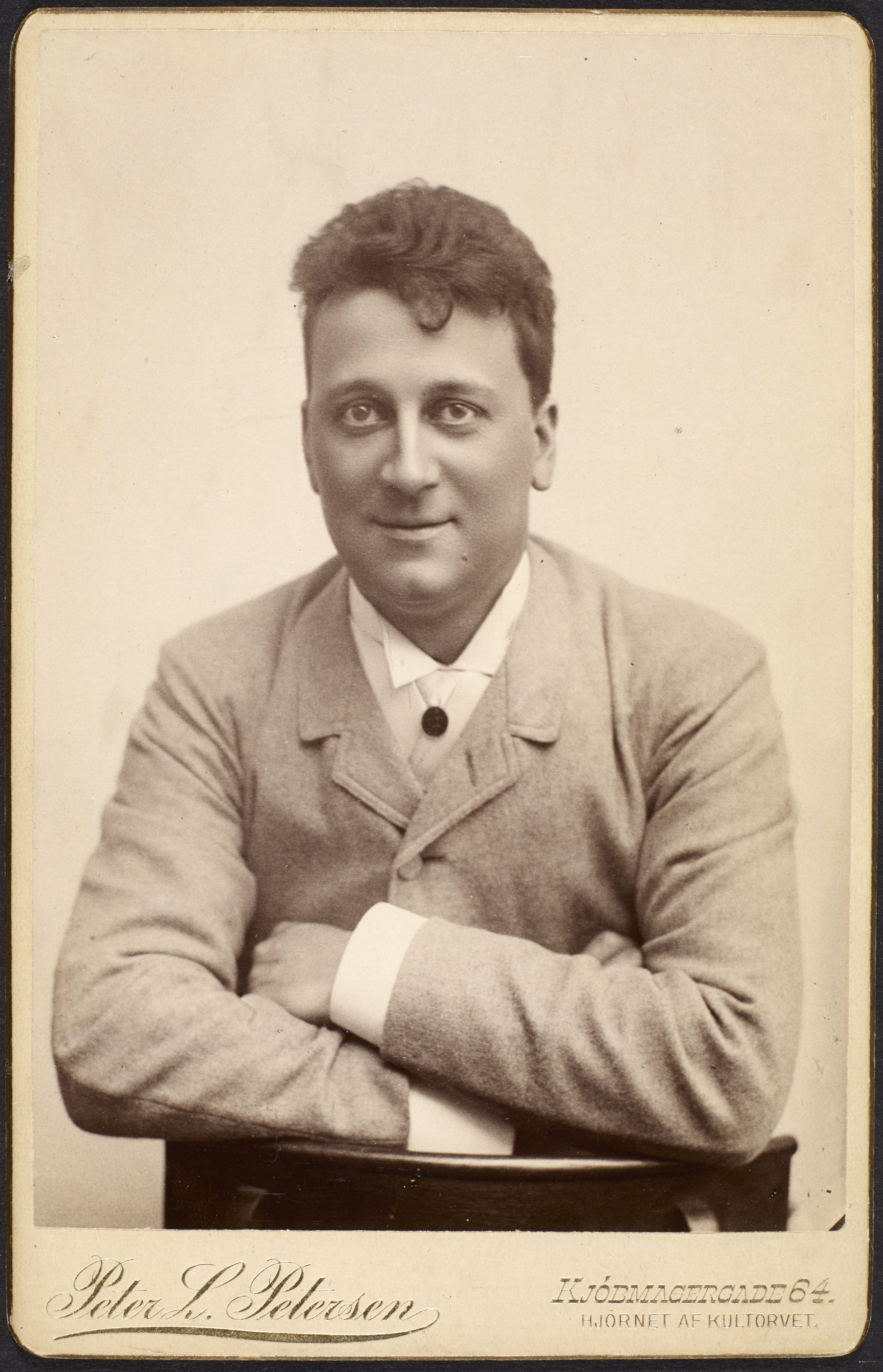
Elith Reumert, 1890.

Elith Poul Ponsaing Reumert, född den 9 januari 1855 i Köpenhamn, död där den 24 juni 1934, var en dansk skådespelare, författare och översättare. Han var gift från 1882 med Athalia Flammé och far till Poul Reumert.
Reumert var 1876–1881 elev vid Kungliga teatern i Köpenhamn och engagerades sedan vid Folketeatret, där han snart fick en omfattande repertoar, i synnerhet vid framställandet av levnadsglada unga män och i liknande roller. År 1890 återvände han till Kungliga teatern och utförde där företrädesvis komiska roller, som Jacob von Thyboe och Holbergs Ulysses von Ithacia fram till 1912, då han tog avsked. Han uppträdde även i Nordamerika och England som uppläsare, bland annat av H.C. Andersens sagor, såväl på danska som på engelska och även i Danmarks Radio. 
Reumert författade och översatte dessutom lustspel och berättelser, däribland en dramatisering av Henrik Scharlings bok Vid nyårstiden i Nöddebo prästgård (Ved nytaarstid i Nøddebo præstegaard, 1862). Denna dramatisering, Nöddebo prästgård (Nøddebo præstegård) hade 1888 urpremiär på Folketeatret, med Reumert själv i huvudrollen som den förslagne ynglingen Nicolai, och har sedan dess i princip varje år spelats som julföreställning på Folketeatret och en mängd andra danska scener som en av Danmarks allra mest spelade pjäser; även filmatiserad tre gånger.
År 1914 utgav han Minder om Louise Phister. Han skrev även En Race-slægt (om familjen Heger 1917), Et Livs Roman. Charlotte Oehlenschlæger (1918), Sophie Ørsted (1920), Olaf Poulsen (1923), H. C. Andersen og det Melchiorske Hjem (1924) och Den danske Ballets Historie (1922) samt berättelserna Mod Stjernerne (1915) och Den stærkeste Magt (1916).